# ماتيوس ماتشادو
ماتيوس ماتشادو (بالبرتغالية: Matheus Machado‏) هو لاعب كرة قدم برازيلي في مركز الوسط، ولد في 9 يوليو 2001 في ساو باولو في البرازيل. لعب مع نادي إنفرنيس.